# Серединная крестцовая артерия
Срединная крестцовая артерия (лат. arteria sacralis media) — кровеносный сосуд, являющийся непосредственным продолжением брюшной аорты и принимающий участие в кровоснабжении главным образом стенок и частично органов таза.

## Топография
Срединная крестцовая артерия начинается от задней поверхности брюшной аорты чуть выше её разделения на общие подвздошные артерии, на уровне четвёртого поясничного позвонка (L4). Представляет собой тонкий сосуд, проходящий вниз посередине тазовой поверхности крестца и заканчивающийся на копчике — в копчиковом гломусе.
От срединной крестцовой артерии по ходу ее ответвляются:
- низшая поясничная артерия (лат. arteriae lumbalis imae), парная, отходит в области поясничного позвонка L5. Снабжает кровью подвздошно-поясничную мышцу.

низшие поясничные ветви в районе позвоночника отдают дорсальные ветви (лат. ramus dorsalis), участвующие в кровоснабжении глубоких мышц спины и спинного мозга.
- латеральные крестцовые ветви (лат. ramus sacrales laterales), отходят от основного ствола на уровне каждого позвонка крестца.

## Коллатеральное кровообращение
Латеральные крестцовые ветви срединной крестцовой артерии анастомозируют с аналогичными ветвями от латеральных крестцовых артерий (лат. arteriaes sacrales laterales) , ответвляющихся от внутренней подвздошной артерии. Кроме того, от нижнего отдела срединной крестцовой артерии отходит несколько ветвей, которые снабжают кровью нижние отделы прямой кишки и параректальную клетчатку вокруг нее, анастомозируя при этом с прямокишечными ветвями внутренней подвздошной артерии.